# Kazolit
Kazolit je svinčev uranil silikat monohidrat s kemijsko formulo Pb(UO2)SiO4 • H2O, ki je nastal z oksidacijo uraninita (UO2). Ime je dobil po svojem tipskem nahajališču Kasolo v Katangi (Demokratična republika Kongo).

## Nahajališča
Kazolit je zelo redek mineral. Njegova najbolj znana nahajališča so v Demokratični republiki Kongo, Namibiji, Norveški, Švedski, Nemčiji (Bavarska), Češki, Franciji, Italiji, Veliki Britaniji (Cornwall), Portugalski, Ruski federaciji, Indiji, ZDA in Avstraliji.